# Порбандар (окръг)
Порбандар е окръг в щата Гуджарат, Индия, с площ 2294 км2 и население 536 835 души (2001). Главен град е Порбандар.

## Административно деление
Окръга е разделен на 3 талука.

## Население
Населението на окръга през 2001 година е 536 835 души, около 68,62 % от населението е неграмотно.

### Религия
(2001)
- 507 176 – индуисти
- 28 404 – мюсюлмани
- 589 – джайнисти